# Troubled Paradise (canção)
"Troubled Paradise" é uma canção da cantora estadunidense Slayyyter, contida em seu álbum de estreia, Troubled Paradise (2021). Foi composta pela própria em conjunto com Robokid, John Hill, Jordan Palmer, e sendo produzida pelos três últimos. A faixa foi lançada em 22 de janeiro de 2021, através da gravadora Fader Label, servindo como o terceiro single do disco.

## Fundo
A música foi registrada na página ASCAP em 23 de dezembro de 2020 Slayyyter revelou a data de lançamento e a arte da capa em 18 de janeiro de 2021. A arte da capa ficou por conta de Munachi Osegbu, onde a cantora aparece de joelhos vestida num espartilho cônico com estampa de guepardo e usando um colar escrito Troubled Paradise, ao fundo aparece o título da canção em texto platinado com iluminação roxo neon. Slayyyter mostrou uma "prévia" da música pela primeira vez em uma live na conta no Instagram em março de 2020. Mais tarde, ela compartilhou um trecho em HQ no seu Twitter, no mesmo dia em que a arte da capa e a data de lançamento foram reveladas. Trechos de vídeo do videoclipe foram compartilhados por Slayyyter em suas mídias sociais. A música completa vazou 2 dias antes do lançamento. O single foi anunciado para lançamento em 19 de janeiro de 2021 e sendo lançado 3 dias depois como terceiro single do álbum. Liricamente, a música é sobre a agonizante e inevitável deterioração de um relacionamento. “Não foi um relacionamento-relacionamento, porém, mais como uma - em termos milenares - situação,” diz Slayyyter sobre o que inspirou a faixa carregada de coração partido. "Isso realmente me quebrou e me fez sentir muito mal; ver alguém que você gosta com outra pessoa é sempre difícil." Ela escreveu a música em 2020 durante uma sessão de estúdio em LA.

## Videoclipe
Um videoclipe foi lançado no mesmo dia do lançamento da canção em sua conta oficial no YouTube. No brilhante videoclipe de "Troubled Paradise" dirigido por Munachi Osegbu e banhado por néon, Slayyyter é uma Jane sem seu Tarzan (ou sua companheira Jane, já que a artista é bissexual), fazendo poses dramáticas em um macacão com estampa de tigre, cabelos para frente e para trás, enquanto ela dança em meio à dor no coração em uma selva fantasmagórica. O espetáculo exótico culmina em uma tempestade tropical, com a cantora literalmente lavando a dor sob uma chuva torrencial, com o cabelo encharcado grudado na bochecha.

## Faixas e formatos
| Download digital |                     |         |  |
| N.º              | Título              | Duração |  |
| 1.               | "Troubled Paradise" | 4:01    |  |

## Histórico de lançamento
| Região | Data                  | Formato(s)                 | Versão   | Gravadora(s) | Ref.          |
| ------ | --------------------- | -------------------------- | -------- | ------------ | ------------- |
| Várias | 22 de janeiro de 2021 | Download digital streaming | Original | Fader        | [ 10 ] [ 11 ] |